# Wilhelm Ambrosius
Wilhelm Ambrosius (* 14. Juni 1903 in Tuchel; † 29. September 1955 in Durban) war ein deutscher Fregattenkapitän und u. a. U-Boot-Kommandant im Zweiten Weltkrieg.

## Leben
Wilhelm Ambrosius trat 1926 in die Reichsmarine ein. Am 1. Oktober 1930 zum Leutnant zur See befördert, war er im gleichen Jahr auf M 136. Später absolvierte er bis 30. April 1936 einen Kommandantenlehrgang an der U-Schule in Kiel und kam anschließend zur U-Bootsflottille „Saltzwedel“. Am 1. April 1936 wurde er Kapitänleutnant. Nachdem U 28 am 12. September 1936 in Dienst gestellt und der U-Bootsflottille „Saltzwedel“ unterstellt worden war, übernahm Ambrosius das Kommando. Das U-Boot wurde im August 1938 im spanischen Bürgerkrieg eingesetzt, wofür Ambrosius u. a. mit dem Spanienkreuz ausgezeichnet wurde. 1937 war er zusätzlich kurz Kommandant von U 21. Im November 1938 gab er das Kommando über U 28 ab. Anschließend kam er zur Verfügung zur U-Flottille Hundius und war hier vom 6. August 1938 bis 31. Juli 1939 stellvertretender Flottillenchef. Zusätzlich war er bis 3. Januar 1939 in Vertretung Chef der U-Flottille.
Im August 1939 wurde er zur Baubelehrung für U 43 kommandiert. Mit der Indienststellung Ende August 1939 übernahm er U 43, welches unter seinem Kommando bis Oktober 1940 fünf Unternehmungen durchführte. Dabei wurden acht Schiffe, u. a. der britische Dampfer Avelona Star, mit über 47.000 BRT versenkt. Ab Oktober 1940 war er in der 2. Unterseeboots-Lehrdivision Kommandant der I. Abteilung, was er bis Februar 1944 blieb. Nachdem im Januar 1941 in Gotenhafen die 22. U-Flottille aufgestellt worden war, wurde Ambrosius zugleich Chef der Flottille und blieb dies ebenfalls bis Februar 1944. Von Juni bis August 1941 waren ein Teil der Boote der Flottille im Fronteinsatz. Von November 1943 bis Januar 1944 war er in Vertretung Kommandeur der 2. Unterseeboots-Lehrdivision, welche die 22. U-Flottille als Unterstellung besaß.
Von März 1944 bis zur Auflösung im August 1944 war er als Korvettenkapitän Chef der 2. Minensuchflottille. Am 1. Juli 1944 wurde er Fregattenkapitän. Nachdem die Flottille im August 1944 in Saint-Nazaire aufgelöst worden war, wurde aus den ehemaligen Flottillenangehörigen ein Marsch-Bataillon Ambrosius gebildet, welches unter seiner Führung einen mehrwöchigen Rückmarsch nach Tübingen durchführte. Am 8. September 1944 wurde er mit dem Deutschen Kreuz in Gold ausgezeichnet.
Von Oktober 1944 bis Februar 1945 war er als Nachfolger von Kapitän zur See Gerhard von Kamptz Kommandeur der Sperrwaffenschule in Sønderborg. Anschließend war er bis Kriegsende Führer der 11. Sicherungs-Division. Er kam in Kriegsgefangenschaft, aus welcher er am 8. Dezember 1948 entlassen wurde.
Ambrosius starb 1955 in Südafrika.